# Cataspilates pseudaluma
Cataspilates pseudaluma är en fjärilsart som beskrevs av Paul Dognin 1907. Cataspilates pseudaluma ingår i släktet Cataspilates och familjen mätare. Inga underarter finns listade i Catalogue of Life.